# Кудрицький Павло Михайлович
Павло́ Миха́йлович Кудри́цький (* 27 червня (9 липня) 1896, Коростишів, нині Житомирської області — † 22 липня 1926, Київ) — український режисер, актор. Учень Леся Курбаса. Театральний псевдонім — Береза-Кудрицький.

## Життєпис

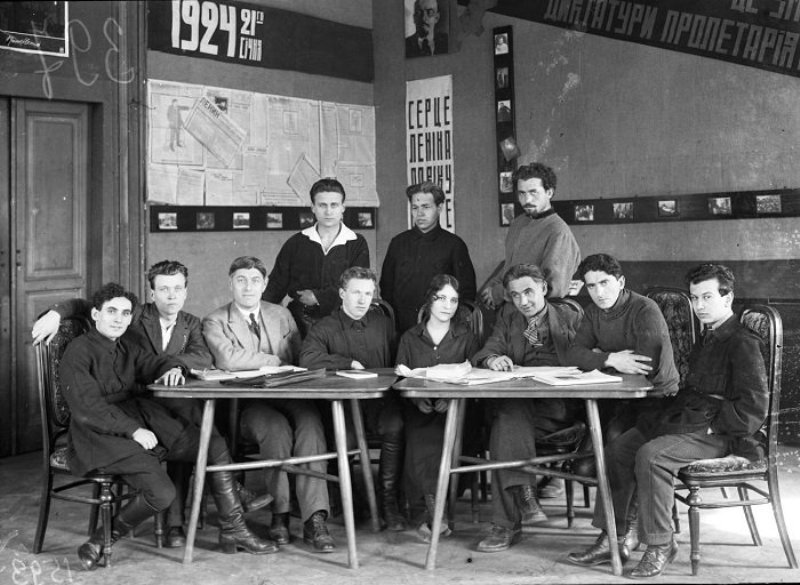
Режисерська лабораторія театру «Березіль», 1925 р. Сидять (зліва направо): Ханан Шмаїн, Я. Бортник, В. Василько, Б. Тягно, З. Пігулович, Л. Курбас, Ф. Лопатинський, Ю. Лішанський. Стоять: П. Кудрицький, І. Крига, А. Авраменко.

Павло Михайлович Кудрицький народився 27 червня (9 липня за новим стилем) 1896 року в місті Коростишів, нині Житомирської області. Син метеоролога Михайла Кудрицького. Молодший брат мовознавця Євгена Кудрицького. 1901 року сім'я переїхала в Житомир.
1923 року закінчив режисерську лабораторію театру «Березіль». У 1922—1926 роках працював у театрі «Березіль».
Ролі:
- Поль і доктор Нарвуд («Джиммі Хіггінс» за Сінклером),
- Робітник («Жовтень» і «Рур», тексти творчого колективу).

Постановки: «Комуна в степах» Миколи Куліша (1925).
Разом із Борисом Тягном інсценізував роман Л. Скотта «Секретар профспілки» (поставлено в театрі «Березіль»).
Статті:
- Актор «Березіля» як новий тип театрального робітника (1925),
- Обережно з «Новими фазами» (1926).